# The Highwomen
The Highwomen sind eine US-amerikanische Country-Supergroup. Amanda Shires, Brandi Carlile, Maren Morris und Natalie Hemby schlossen sich zusammen und veröffentlichten 2019 ein gemeinsames Album. Mit dem Song Crowded Table gewannen sie einen Grammy Award.

## Bandgeschichte
2016 hatte Amanda Shires, Country-Violinistin und Ehefrau von Jason Isbell, die Idee, eine weibliche Country-Supergroup zusammenzustellen. Vorbild waren die Highwaymen, eine von Mitte der 1980er bis Mitte der 1990er Jahre erfolgreiche männliche Supergroup. In Anlehnung sollte sie den Namen „The Highwomen“ tragen. Nach drei Jahren stand die Besetzung fest: Neben ihr noch die Rock- und Alternative-Country-Musikerin Brandi Carlile, mit 3 Top-10-Alben die persönlich erfolgreichste des Quartetts; Country-Pop-Sängerin Maren Morris, mit 29 Jahren die Jüngste und ebenfalls mit Soloerfolgen; Natalie Hemby, neben einer Soloveröffentlichung vor allem als Country-Folk-Songwriterin an einigen Hits beteiligt.
Shires Anliegen war es, Frauen in der Countrymusik präsenter zu machen, und die Songs, die sie gemeinsam schrieben und aufnahmen, sollten diese Botschaft in den Vordergrund stellen. Vorab nahmen sie das Lied The Chain von Fleetwood Mac für den Film The Kitchen – Queens of Crime auf und veröffentlichten ihn im Sommer 2019. Im September erschien dann das Album The Highwomen und startete auf Platz 1 der Countrycharts und der Americana/Folk-Charts sowie auf Platz 10 der offiziellen Albumcharts in den USA. Sie bekamen so viel Aufmerksamkeit, dass sie sich auch in Europa in Großbritannien und der Schweiz platzieren konnten. Kleinere Chartplatzierungen erreichten die Songs The Chain und Redesigning Women.
Als dritte Single wurde Crowded Table ausgekoppelt. Bei den Grammy Awards 2021 wurde das Lied nominiert und gewann die Auszeichnung als bester Countrysong des Jahres. Neben Carlile und Hemby war Lori McKenna als dritte Autorin daran beteiligt gewesen.
2020 nahmen sie noch einmal einen weiteren Song mit dem Titel Hold On zusammen mit Sheryl Crow und der Britin Yola auf. Zu weiteren Veröffentlichungen kam es danach nicht mehr.

## Mitglieder
- Amanda Shires (* 1982)
- Brandi Carlile (* 1981)
- Maren Morris (* 1990)
- Natalie Hemby (* 1977)

## Diskografie
Album
- The Highwomen (2019)

Lieder
- The Chain (2019)
- Redesigning Women (2019)
- Crowded Table (2019)
- Highwomen (2019)
- Hold On (mit Yola featuring Sheryl Crow, 2020)